# Pastoorshuis (Ferwerd)

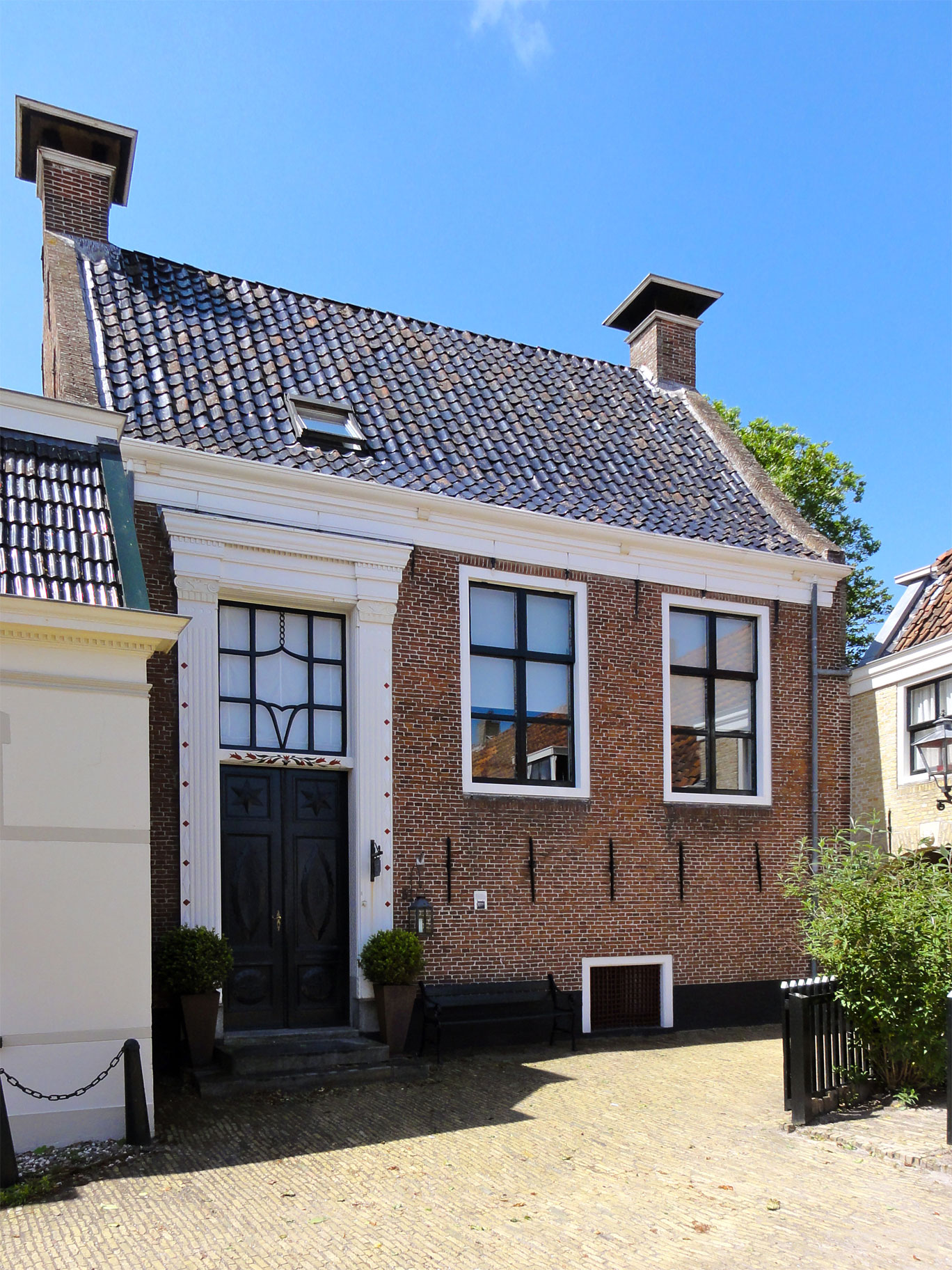
Het voormalige Pastoorshuis aan het Vrijhof 5 in Ferwerd

Het Pastoorshuis (Fries: It Pastoarshûs, Gritenij- of Rjochthûs) aan het Vrijhof 5 in de Friese plaats Ferwerd is een van de oudste woningen van het dorp en was oorspronkelijk de woning van de pastoor van Ferwerd.

## Geschiedenis
Het huis aan het Vrijhof 5 dateert uit de late middeleeuwen. In de woning bevinden zich nog delen van muren uit de 16e eeuw. In die tijd was het de woning van de pastoor. Na de reformatie werd het de woning van de plaatselijke predikant. Tot 1723 was de woning als pastorie in gebruik. Daarna kwam het pand in gemeenschappelijk bezit van de grietenij Ferwerderadeel en Allard van Burum van de Cammingha State. De grietenij vestigde hier de zogenaamde Rechtkamer, vandaar dat het Pastoorshuis ook wel Rechthuis of Grietenijhuis wordt genoemd. De grietenij verwierf in de jaren erna het bezit van de gehele woning, die tot 1840 dienst bleef doen als grietenijhuis. Nadat in 1840 een nieuw grietenijhuis (vanaf 1851 gemeentehuis genoemd) werd gebouwd op de hoek van de Hogebeintumerdijk en de Marrumerweg werd de woning verkocht en kwam daarmee in particulier bezit. In 1973 werd de woning weer gekocht door de gemeente, die het pand liet restaureren. Daarna werd het weer verkocht en kwam het wederom in particulier bezit.

### Financiële perikelen
In de jaren 1781 en 1882 werden er, vanwege de politieke politiek onzekere tijden, militairen in Ferwerd gelegerd. De grietenij draaide op voor de kosten en leende daarvoor geld, 3600 gulden, bij de ontvanger Lauerman. Een deel van de schuld kon worden afgelost, maar in 1795 was er nog een restschuld van 2400 gulden. De weduwe van Lauerman liet beslag leggen op het grietenijhuis om het executoriaal te verkopen. Dit werd voorkomen, maar na een jarenlange gerechtelijke procedure werd de gemeente Ferweradeel in 1810 veroordeeld tot betaling van de openstaande schuld.